# Der Schauspieldirektor
Der Schauspieldirektor (El empresario o El director de teatro) es una ópera (Singspiel) o comedia con música en un solo acto, compuesta por Wolfgang Amadeus Mozart (1756-1791) basada en el libreto de Gottlieb Stephanie el Joven. Actualmente se conserva solo un fragmento de la obra. Estrenada el 7 de febrero de 1786 en Viena. Lleva por número de catálogo Köchel, KV 486.
Se compuso por encargo del Emperador para unos festejos en el Palacio de Schönbrunn. Es un singspiel, con texto en alemán. Esta ópera se representa poco; en las estadísticas de Operabase aparece en el n.º 178 de las óperas representadas en 2005-2010, siendo la 27.ª en Austria y la decimoquinta de Mozart, con 17 representaciones en el período. Bajo el título de The Impresario aparece con una representación en el mismo período.

## Personajes
| Personaje                           | Tesitura  | Reparto el 7 de febrero de 1786 Director: – |
| ----------------------------------- | --------- | ------------------------------------------- |
| Sr. Frank (empresario teatral)      | actor     | Johann Gottlieb Stephanie                   |
| Sr. Eiler (un banquero)             | actor     | Johann Franz Hieronymus Brockmann           |
| Sr. Buff (un actor)                 | bajo bufo | Joseph Weidmann                             |
| Sr. Canoro (un cantante)            | tenor     | Valentin Adamberger                         |
| Sra. Corazón (una cantante)         | soprano   | Aloysia Weber                               |
| Srta. Trino de Plata (una cantante) | soprano   | Catarina Cavalieri                          |
| Sr. Corazón (un actor)              | actor     | Joseph Lange                                |
| Sra. Pfeil (una actriz)             | actriz    | Anna Maria Stephanie                        |
| Sra. Krone (una actriz)             | actriz    | Johanna Sacco                               |
| Sra. Canora (una actriz)            | actriz    | Maria Anna Adamberger                       |

## Sinopsis
En esta obra se parodian los problemas de relaciones públicas en el teatro vienés. 
Un empresario teatral debe formar una compañía para un espectáculo en Salzburgo, comprobando lo difícil que resulta contratar actores y, aún más, cantantes, debido a las rivalidades profesionales de estos. En particular, surge la rivalidad entre las dos sopranos, Frau Herz y Fräulein Silberklang, pues las dos quieren el papel principal. La Herz canta una arieta para consolidarse como “reina de las sopranos”. Su rival, Sra. Silberklang, la responde cantando un rondó de bravura. Mientras, el tenor Vogelsang trata en vano de apaciguar los antagonismos de las divas. Finalmente, todos ellos llegan al acuerdo de que lo que prima por encima de todo es el arte, y no les importa sacrificar su personalidad a los intereses de este. Buff, que parodia a los restantes cantantes, se propone ser el primer bufo de la compañía añadiendo una "o" a su apellido y la obra acaba en un vaudeville final interpretado por los cuatro cantantes.

## Valoración musical
- Instrumentación original

Dos flautas, dos oboes, dos clarinetes, dos fagotes, dos trompas, dos trompetas, timbales y cuerdas.
- Libreto

El libreto de El empresario teatral es obra de Gottlieb Stephanie, quien ya había escrito el libreto de El rapto en el Serrallo. Adaptó material cómico muy conocido. La trama es inocente y simple, parece que sugerida por el mismo Emperador para evitar cualquier riesgo de incidente diplomático.
- Estructura musical

La obra se divide en dos partes, una hablada y otra cantada, con cinco números musicales: una sinfonía-obertura, una arieta y rondó para soprano, un terceto y un vodevil-final. 
- - Obertura-Sinfonía, Presto. Se ha señalado que el carácter y amplitud de la obertura se asemejan a la de Las bodas de Fígaro, que se compuso en la misma época y se estrenó ese mismo año.
  - Aria para soprano Da Schlagt Die Abschiedsstunde. Compuesta al estilo virtuosístico de la ópera seria; es “un afectuoso larghetto, velado por un leve sentimentalismo” (Paumgartner).
  - Rondó para soprano Bester Jungling! Mit Entzukken! . Sigue “el estilo de las gavotas de origen francés” (Paumgartner).
  - Trío Ich Bin Die Erste Sangerin. Delicioso terceto que “caracteriza cada personaje con una vivacidad verdaderamente mozartiana, sin alejarse del tono del concertato habitual” (Paumgartner, citado por A. Poggi).
  - Vaudeville final Jeder Kunstler Strebt Nach Ehre

- Estreno

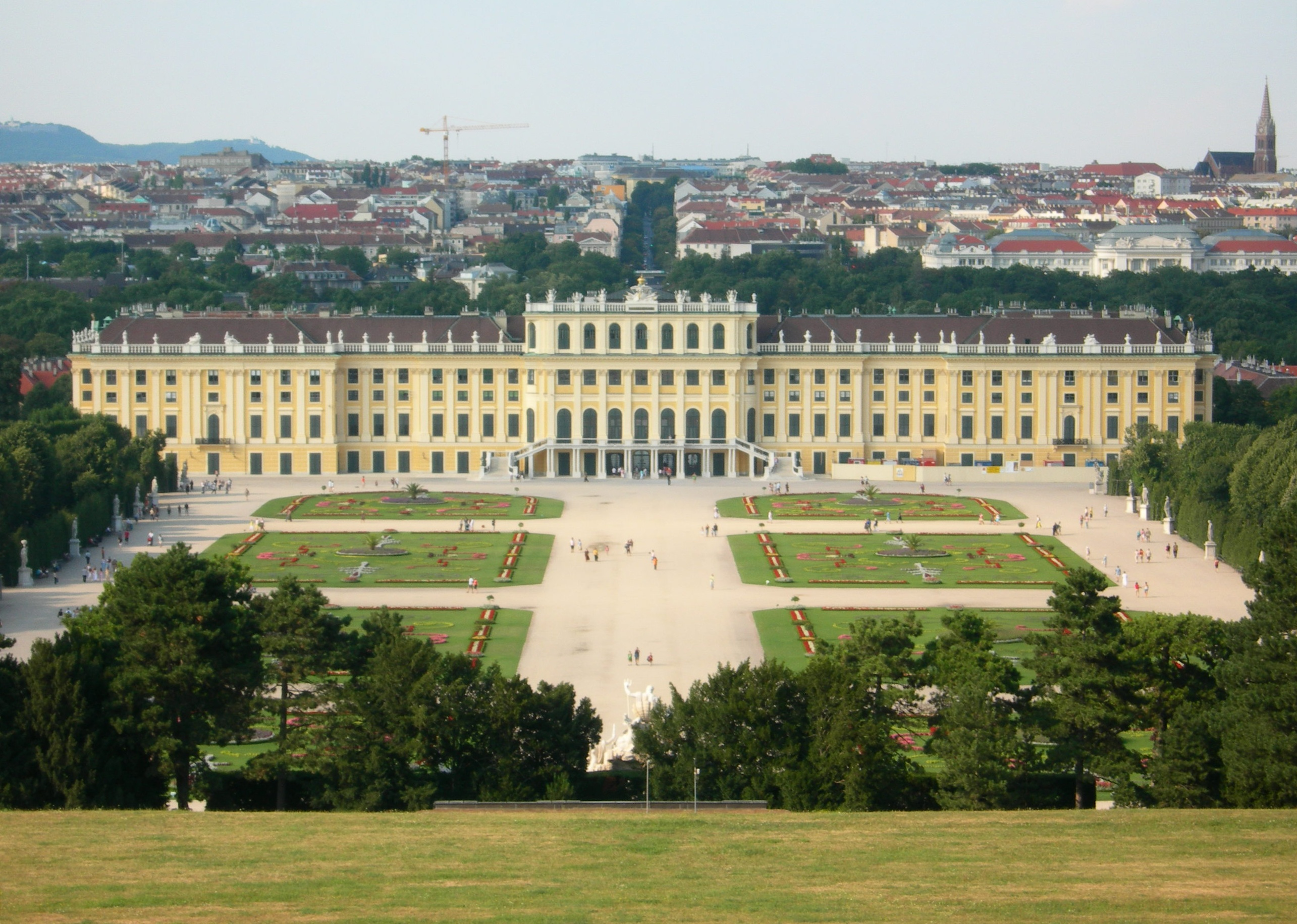
Palacio de Schönbrunn, Viena

La obra, compuesta en solo dos semanas, le fue encargada a Mozart por la corte imperial para ser representada en la Orangerie del Palacio de Schönbrunn, residencia estival del emperador, con ocasión de la visita del gobernador de los Países Bajos, el duque de Sajonia-Teschen, de su mujer María Cristina, hermana del emperador José II de Habsburgo y de Estanislao Poniatowsky, sobrino del rey de Polonia. 
Para la ocasión, el emperador José II mandó componer, tanto a Mozart como a Antonio Salieri, una ópera de carácter ligero basado en el tema del montaje teatral. La obra del compositor italiano fue Prima la musica e poi le parole (Primero la música y luego la letra) . En medio de una gran rivalidad entre ambos compositores, la crítica premió a Salieri: si bien la obra de Mozart cuenta con una obertura mucho más apropiada, con ese aire despreocupado y festivo y unos números mejor construidos vocalmente, no se debe olvidar que Salieri era el Compositor de Corte de aquellos años, y como tal, contaba con más medios. Un aspecto clave fue el libretista, pues Giovanni Battista Casti era bastante más experto que Gottlieb Stephanie el Joven, libretista de Mozart. José II confiaba en la victoria de Mozart, pero al adoptar este la forma de singspiel, con largos fragmentos hablados entre los números, ralentizó el ritmo teatral, frente a Salieri, que adoptó la forma típica de la ópera italiana, con recitativos secos.
Después de esa primera representación, se repitió el 11, 18 y 25 de febrero en el Kärntnertortheater de Viena. Se repuso varias veces en vida del autor. Entre ellas destaca la versión de Goethe-Vulpius Theatralische Abenteuer (Aventura teatral), escenificada en Weimar (1791). 
- Valoración

Se trata de una composición de circunstancia, hecha a toda prisa en medio de la composición del Fígaro. A pesar de ellos, Mozart presenta “bellísimas páginas” (Confalonieri, citado por A. Poggi).

## Discografía
- Dirección de Karl Böhm, con Reri Grist, Arleen Augér, Peter Schreier, Kurt Moll y la Orquesta Estatal de Dresde (Deutsche Grammophon)
- Dirección de sir Colin Davis, con Ruth Welting, Ileana Cotrubas, Anthony Rolfe Johnson, Clifford Grant y la Orquesta Sinfónica de Londres (vol. 36 de la Edición Completa de Mozart, Philips).
- Dirección de John Pritchard, con Kiri Te Kanawa, Edita Gruberová, Uwe Heilmann, Orquesta Filarmónica de Viena, (2005, Deutsche Grammophon)
- Dirección de Martin Pearlman, con Cyndia Sieden, Sharon Baker, John Aler, Kevin Deas, Alan Ewing, Deanne Meek y la orquesta Boston Baroque (2002, Telarc)